# Уманское
Уманское (укр. Уманське) — село в Покровском районе Донецкой области Украины.

## Население
Население по данным всеукраинской переписи 2001 года составляло 176 человек.

## Российско-украинская война
9 мая 2024 года военный аналитик издания Bild Юлиан Рёпке сообщил, что в результате наступления ВС РФ вошли в Уманское и установили в селе российский флаг. 26 мая ресурс DeepState сообщил, что село полностью перешло под контроль ВС РФ. 2 июня 2024 года Минобороны России отчиталось о переходе села Уманское в Донецкой области под контроль российских войск.